# Alfredo Leber
Alfredo Leber (* 16. März 1902 in Biasca; † 11. November 1983 in Lugano) war ein Schweizer Priester, Journalist und Direktor der Zeitung Giornale del Popolo.

## Biografie
Alfredo Leber war ein Sohn des Ugo und dessen Ehefrau Maddalena geborene Riva. Er studierte am Knabenseminar in Pollegio und am Priesterseminar in Lugano, wo er nach seiner Priesterweihe im Jahr 1925 lehrte. Schon bald nach der Gründung der Zeitung Giornale del Popolo ab 1926 wurde er zum Redaktor ernannt und hatte dieses Amt bis 1983 inne, wobei er wesentlich zum Erfolg der Zeitung beitrug.
Er war zudem geistlicher Beistand der katholischen Jungmannschaft und von 1927 bis 1951 der Christlich-sozialen Organisation des Kanton Tessins sowie ab 1935 des Tessiner Schweizerischen Katholischen Volksvereins. Er war eine sehr einflussreiche Persönlichkeit, auch ausserhalb der katholischen Kreise. Seine Positionen zur Verteidigung des Faschismus und des Franquismus waren in der katholischen Welt des Tessins nicht unumstritten. Im Jahr 1974 erhielt er die Ehrendoktorwürde der Lateran-Universität.

## Schriften
- Appunti di Storia Losonese. Manoscritto 1912. (mit Siro Borrani), Edizioni Giornale del Popolo, Lugano 1964.
- La grave crisi Europea della CED. In: VITA E PENSIERO, Fascicolo 8, Università Cattolica del Sacro Cuore, Milano 1954.